# Réservoir de Saint-Cloud

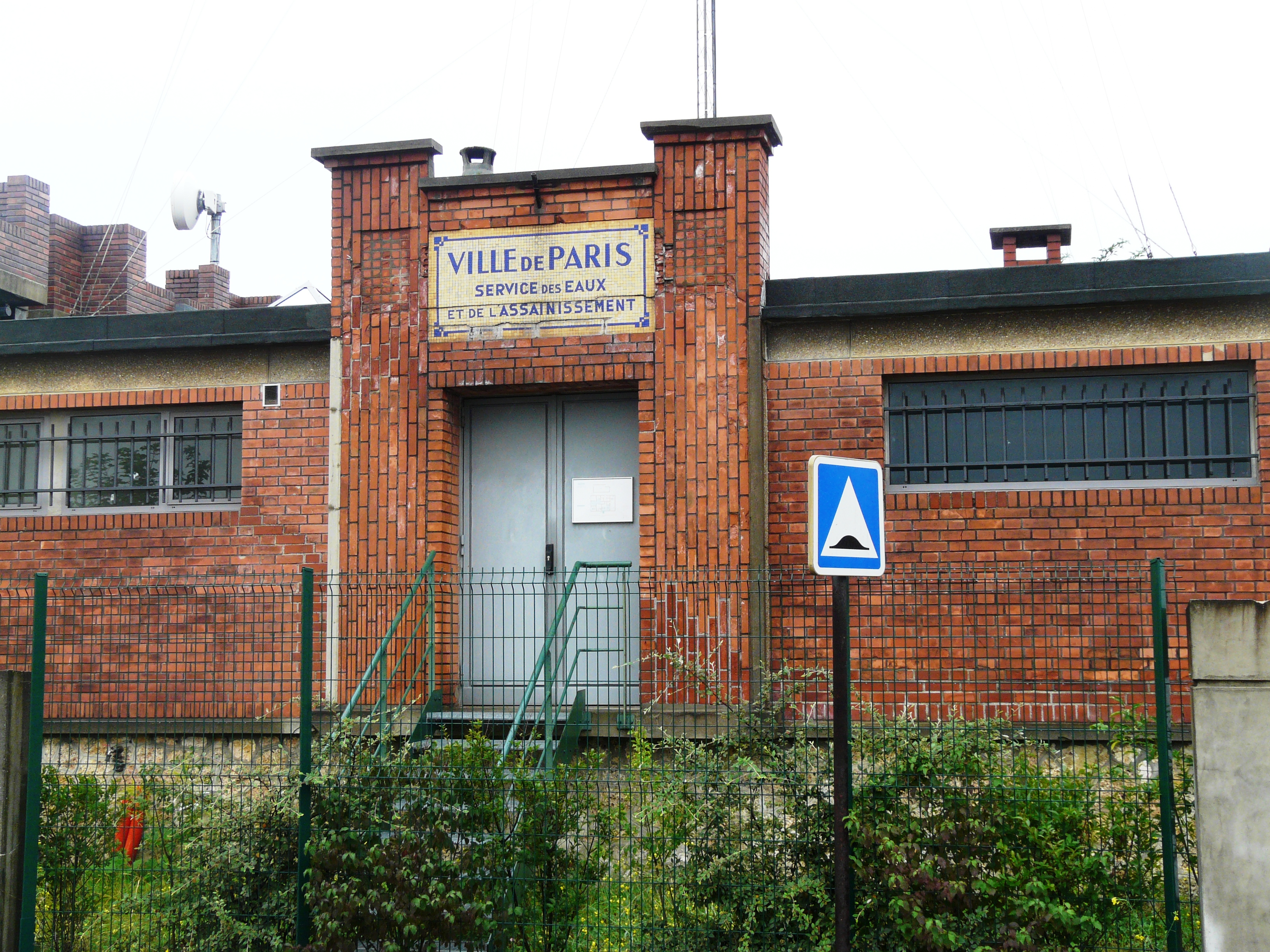
Bâtiment d'arrivée de l'aqueduc à Saint-Cloud.

Le réservoir de Saint-Cloud est l'un des cinq principaux réservoirs d'eau de la ville de Paris, construit en 1893 et alimentant en grande partie l'ouest de la capitale en eau.
Il est situé entre la rue de l'Avre, la rue du Camp-Canadien et le boulevard de la République.

## Histoire
Construit en 1893 sur la commune de Saint-Cloud, le réservoir recueille et stocke l'eau produite par les sources de l'ouest de Paris et acheminée par l'aqueduc de l'Avre.
Le réservoir est composé de quatre compartiments distincts, et possède une capacité de stockage de 426 000 m3, ce qui représente plus des trois-quarts théoriques de la consommation quotidienne des habitants de Paris.
Il est géré par la régie municipale Eau de Paris.